# آدم المجنون (رواية)
آدم المجنون (بالإنجليزية: MaddAddam)‏ هي رواية للكاتبة الكندية مارغريت آتوود، نشرت عام 2013، عن دار نشر ماكليلاند آند ستيوارت في كندا، وبلومسبيري بابليشنغ في المملكة المتحدة.